# Ericus Petri Niurenius
Ericus Petri Niurenius, född 1592 i Njurunda socken, död 1667 i Umeå, var en svensk präst.
Ericus Niurenius var son till prästen Petrus Olai Gestricius och bror till Olaus Petri Niurenius. Han blev student vid Uppsala universitet 1611 och reste 1614 till Tyskland, där han inskrevs vid Greifswalds universitet, senare samma år vid Helmstedts universitet och 1615 vid Wittenbergs universitet. Han företog sedan en studieresa till vissa katolska läroanstalter, som prästseminariet i Braunsberg och jesuitkollegiet i Olmütz, vilket vid denna tid för svenskar var belagt med dödsstraff. Han blev filosofie magister i Greifswald 1616 och återvände därefter till Sverige där han lät prästviga sig, trots att han i hemlighet hyste sympatier för katolicismen. 1619 efterträdde han sin bror som rektor för Gävle skola och som prebendepastor i Hille socken. 1621 utnämndes han till kyrkoherde i Luleå pastorat samtidigt som han förordnades till superintendent över fältprästerna och regementspredikant vid det västernorrländska krigsfolket. Hans tidigare kontakter med katolikerna upptäcktes 1624, han fängslades och fördes till Stockholm, där han anklagades för att velat bedriva hemlig katolsk propaganda och ha förbrutit sig mot Uppsala mötes beslut och arvföreningen. Trots att det var belagt med dödsstraff kom han på grund av sin väl vitsordade tjänstgöring att dömas till att mista sin befattning, att förvisas utomlands i tre år och under tiden bedriva evangelisk-lutherska studier för att få lov att återkomma. 1625 inskrevs han vid Rostocks universitet, och återvände till Sverige 1628 då han erhöll Järvsö pastorat i Hälsingland. 1645 utnämndes han till kyrkoherde i Umeå, en tjänst han tillträdde 1647, och blev senare även prost.